# William Riviere
William Riviere, ibland Rivière, född 22 oktober 1806, död 21 augusti 1876, var en engelsk målare och konstpedagog.

## Biografi
William Riviere föddes i församlingen St Marylebone i London den 22 oktober 1806. Han var son till ritmästare Daniel Valentine Riviere, bror till målaren Henry Parsons Rivière (1811–1888) och Robert Riviere. Efter att ha fått undervisning av sin far studerade han vid Royal Academy of Arts. Han ställde ut första gången 1826, när han skickade in ett porträtt och en scen från Shakespeares King John till Royal Academy.
Senare fokuserade han sig på pedagogik, och 1849 utnämndes han till ritmästare vid Cheltenham College, där han skapade en ritskola. Efter tio år flyttade han till Oxford, där han propagerade för att konststudier borde utgöra en viktig del av högre utbildningar.
Riviere fick fyra barn tillsammans med sin fru från 1830 Ann Jarvis, som var stillebenmålare. Riviere dog plötsligt den 21 augusti 1876, på 36 Beaumont Street i Oxford. Hans son, konstnären Briton Riviere fick ärva en miniatyr av honom som ung, målad av Charles William Pegler.